# Kuldīga
Kuldīga (tyska: Goldingen) är en stad i landskapet Kurland i Lettland. Den är belägen nära älven Venta som i närheten bildar ett vackert fall, Ventas rumba.
Vid orten finns ruiner av ett gammalt slott, som på
1600-talet var hertigarnas av Kurland residens. Under det ryska styret 1795-1917 var orten kretsstad i guvernementet Kurland.